# Dallas Township (comté de Saint Clair, Missouri)
Dallas Township est un ancien township, situé dans le comté de Saint Clair, dans le Missouri, aux États-Unis,.
Le township est fondé en 1872.

### Source de la traduction
- (en) Cet article est partiellement ou en totalité issu de l’article de Wikipédia en anglais intitulé « Dallas Township, St. Clair County, Missouri » (voir la liste des auteurs).